# Râul Albota
Râul Albota sau Valea Albota este un curs de apă, afluent al râului Arpaș. 